# Meinen Jesum laß ich nicht, BWV 124
Meinen Jesum lass ich nicht, BWV 124 (No deixaré el meu Jesús), és una cantata religiosa de Johann Sebastian Bach per al primer diumenge després del dia de Reis, estrenada a Leipzig, el 7 de gener de 1725.

## Origen i context
L'autor, anònim, es basa en l'himne de Christian Keymann que li dona títol, amb una melodia d'Andreas Hammerschmidt, publicat l'any 1658; com és habitual es conserven literalment la primera i l'última estrofa per als números 1 i 6, respectivament, de la cantata i les altres estrofes s'aprofiten de manera lliure. Bach emprà de nou aquest coral en la conclusió de la primera part de la Passió segons Sant Mateu (BWV 244)
El text al·ludeix l'evangeli del dia (Lluc 2, 41-52), que narra la visita que Jesús i els seus pares feien a Jerusalem amb motiu de la Pasqua; l'any que Jesús en tenia només dotze, s'hi quedà uns dies, acabada la festa, sense que els seus pares se n'adonessin. Al cap de tres dies el van trobar al Temple discutint amb els doctors temes de la llei mosaica. L'autor aprofita l'evangeli en els números centrals de la cantata en el sentit que els cristians no volen perdre Jesús com tampoc no volien els seus pares, sinó seguir-lo en totes les circumstàncies. Les altres dues cantates conservades per a aquest diumenge són la BWV 32 i la BWV 154.

## Anàlisi
Obra escrita per a soprano, contralt, tenor, baix i cor; trompa, oboè d'amor, corda i baix continu. Consta de sis números.
1. Cor: Meinen Jesum lass ich nicht (No deixaré el meu Jesús)
2. Recitatiu (tenor): Solange sich ein Tropfen Blut (Mentre una gota de sang)
3. Ària (tenor): Und wenn der harte Todesschlag (Quan el tràngol de l'agonia)
4. Recitatiu (baix): Doch ach!, Welch schweres Ungemach (Però, quantes extremades dureses)
5. Ària (duet de soprano i contralt): Entziehe dich eilends, mein Herze, der Welt (Cor meu, treu-te del cap, de seguida, aquest món)
6. Coral: Jesum lass ich nicht von mir (No deixaré que Jesús m'abandoni)

El cor inicial comença amb un ritme de minuet on hi destaca un solo de l'oboè d'amor; el conjunt vocal planteja un contrapunt lleuger, quasi homòfon i el coral el canten els sopranos doblats pel cor. El recitatiu secco de tenor, dona pas a una magnífica ària també de tenor, número 3, amb la participació destacada, de nou, de l'oboè d'amor; el text planteja la dramàtica contraposició entre la por a la mort i l'esperança: Wenn der dem Fleisch verhasste Tag Nur Furcht und Schrecken mit sich führet (Quan en aquest jorn detestable, Fremi la meva carn de basarda i esglai), sobre el fons instrumental que expressa el temor i la por, la veu i l'oboè desenvolupen una melodia que encarna la confiança en Jesús. En el recitatiu de baix del número 4, hi destaca una vocalització ràpida sobre Lauf (singladura); a continuació apareix el duet de soprano i contralt, acompanyats només pel continu, que està molt condicionat pel text Entziehe dich eilends, mein Herze, der Welt (Cor meu, treu-te del cap, de seguida, aquest món), que dona un caràcter peculiar al tema, potenciat per la idea de moviment. El coral final, una mica més ornamentat que de costum, clou la cantata que té una durada aproximada d'un quart d'hora.

## Discografia seleccionada
- J.S. Bach: Das Kantatenwerk. Sacred Cantatas Vol. 7. Nikolaus Harnoncourt, Tölzer Knabenchor (Gerard Schmidt-Gaden, director), Concentus Musicus Wien, Alan Bergius i Stephan Rampf (solistes del cor), Kurt Equiluz, Thomas Thomaschke. (Teldec), 1994.
- J.S. Bach: The complete live recordings from the Bach Cantata Pilgrimage. CD 4: Hauptkirche St. Jacobi, Hamburg; 9 de gener de 2000. John Eliot Gardiner, Monteverdi Choir, English Baroque Soloists, Claron McFadden, Michael Chance, James Gilchrist, Peter Harvey. (Soli Deo Gloria), 2013.
- J.S. Bach: Complete Cantatas Vol. 12. Ton Koopman, Amsterdam Baroque Orchestra & Choir, Lisa Larsson, Sybilla Rubens, Christoph Prégardien, Klaus Mertens. (Challenge Classics), 2005.
- J.S. Bach: Cantatas Vol. 32. Masaaki Suzuki, Bach Collegium Japan, Yukari Nonohita, Robin Blaze, Andreas Weller, Peter Kooij. (BIS), 2006.
- J.S. Bach: Church Cantatas Vol. 39. Helmuth Rilling, Gächinger Kantorei, Bach-Collegium Stuttgart, Arleen Augér, Helen Watts, Aldo Baldin, Wolfgang Schöne. (Hänssler), 1999.